# アナパキディスカス
アナパキディスカス（学名：Anapachydiscus）は、ヨーロッパ、アフリカ、マダガスカル、南インド、ニュージーランド、カリフォルニア、メキシコ、アルゼンチン、南極から発見され、後期白亜紀のサントニアンからマーストリヒチアンにかけ生息し絶滅した頭足綱の属である。アンモナイト目パキディスカス科に属する。
アナパキディスカスの殻はややインボリュート曲線を描き、渦の断面は幅広く、中程度に圧縮されている。初期の渦は滑らかで、中間の渦は直線あるいはわずかに湾曲し、放射状の肋は臍に向かって厚くなった。外側の渦は滑らかな場合もあれば、粗い肋がありユーパキディスカスに類似している場合もある。